# Niki Tsongas
Nicola Dickson Tsongas, nata Sauvage, detta Niki (Chico, 26 aprile 1946), è una politica statunitense, membro della Camera dei Rappresentanti per lo stato del Massachusetts dal 2007 al 2019.

## Biografia
Nata in California, Niki Sauvage studiò legge all'Università di Boston e nel 1967 conobbe Paul Tsongas, che sposò e che successivamente fu deputato e senatore democratico per lo stato del Massachusetts. Paul morì nel 1997 mentre Niki intraprese l'attività politica.
Nel 2007 quando il deputato Marty Meehan si dimise dal Congresso, la Tsongas si candidò per le elezioni speciali indette al fine di trovare un successore di Meehan. Dopo averle vinte, approdò alla Camera e fu riconfermata negli anni successivi per altri cinque mandati. Nell'agosto del 2017 la Tsongas annunciò la propria intenzione di non ricandidarsi per le elezioni congressuali del 2018 e fu succeduta dalla compagna di partito Lori Trahan.
La Tsongas ha idee piuttosto liberals e su diverse tematiche ha esposto opinioni progressiste.